# Colleville-sur-Mer
Colleville-sur-Mer település Franciaországban, Calvados megyében. Lakosainak száma 203 fő (2022. január 1.). Colleville-sur-Mer Saint-Laurent-sur-Mer, Surrain, Formigny La Bataille és Aure sur Mer községekkel határos.

## Népesség
A település népességének változása:
| Lakosok száma | 195  | 169  | 146  | 167  | 195  | 182  | 175  | 174  | 184  | 203  |
|               | 1968 | 1982 | 1990 | 2006 | 2013 | 2015 | 2017 | 2019 | 2020 | 2022 |